# Sint-Annakerk (Aalst)
Parochiekerk Sint-Anna ook wel de Sint-Annakerk genoemd is een modernistische kerk gebouwd in 1974 gelegen op de hoek van de Boudewijnlaan en de Oude Gentbaan te Aalst. De kerk werd ontworpen door Herman Dekenens, Paul Felix, C. Moens. Op 14 september 2009 werd de kerk opgenomen bij inventaris onroerend erfgoed.

## Geschiedenis

### Bouw
In het jaar 1955 werd een noodkerk gebouwd voor de stad Aalst, die als hoofdzaak als doel had om feestzaal te zijn. In het jaar 1956 werd de noodkerk gezegend door pastoor E.H. Biesemans. Begin 1967 werd na gunstig advies van het stadsbestuur van Aalst, architecten Paul Felix en C. Moens aangesproken met het idee om een nieuwe kerk te bouwen. Ze gingen in op het advies en in het jaar 1972 werd de eerstesteenlegging van de kerk uitgevoerd door Van Peteghem. Door vertragingen duurde de bouw twee en een half jaar. Het gebouw werd puur functioneel gebouwd met gewone materialen. Met name: hout, vensterglas, betonsteen en lage grote ramen die het gevoel gaven dat de bezoekers niet afgesloten werden van de buitenwereld.

### Geen Bisschoppelijke zegen voor de Sint-Annakerk
De kerk kreeg geen bisschoppelijke zegen omwille van het feit dat de kerk geen bidstoelen heeft, dit feit stond in strijd met de richtlijnen van de bisschop. Tijdens de inwijding van de kerk was Leonce-Albert Van Peteghem afwezig. Kanunnik deken De Vos verving hem en wijdde de kerk in.

### Misdaad
In de nacht van 31 oktober op 1 november 2018 werd de kerk beklad door vandalen. Verschillende muren, ramen en deuren werden bespoten met graffiti. Er werden boodschappen nagelaten zoals „God is Gay“. Pastoor Michel Bekaert had op donderdagochtend rond 10u zes verschillende plaatsen gevonden met graffiti. Eerder datzelfde jaar werd de kerk gerenoveerd en kreeg het nieuwe deuren en ramen.

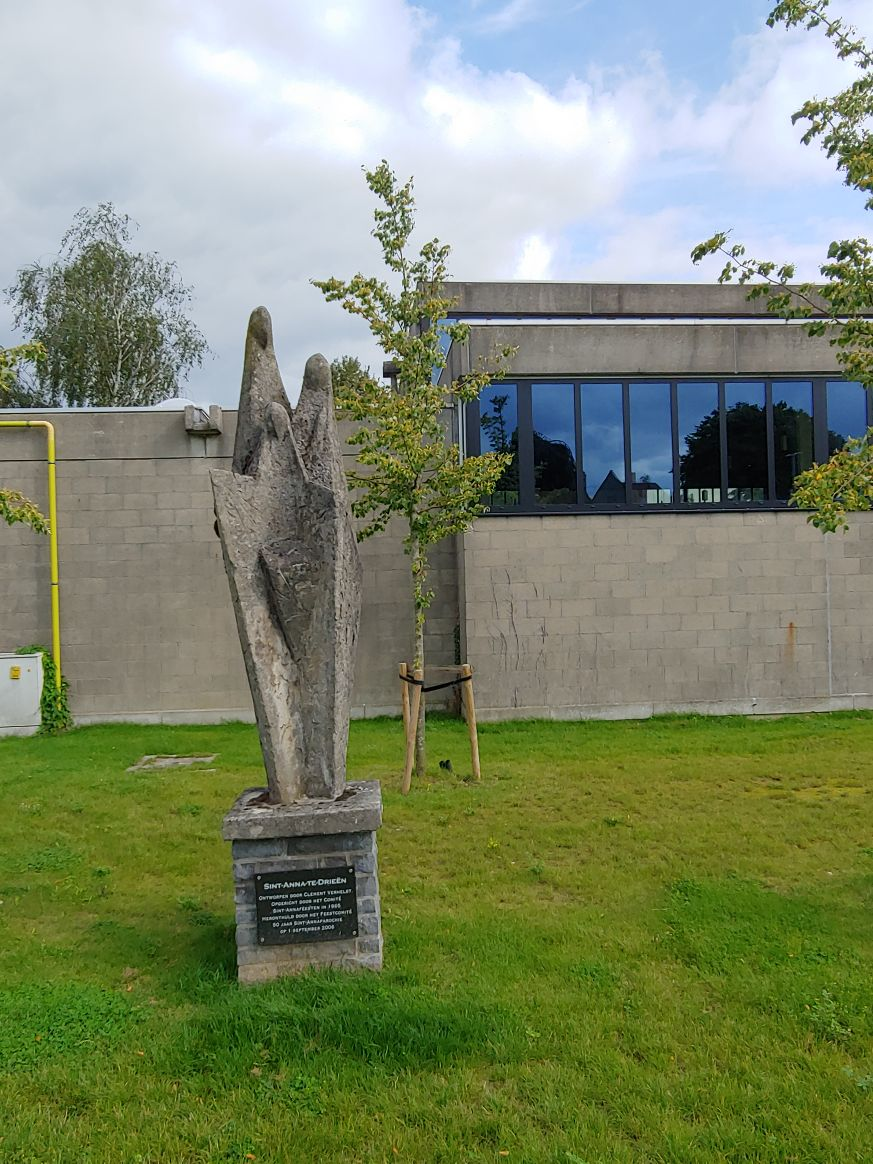
Standbeeld Sint-Anna te Drieën.

## Galerij

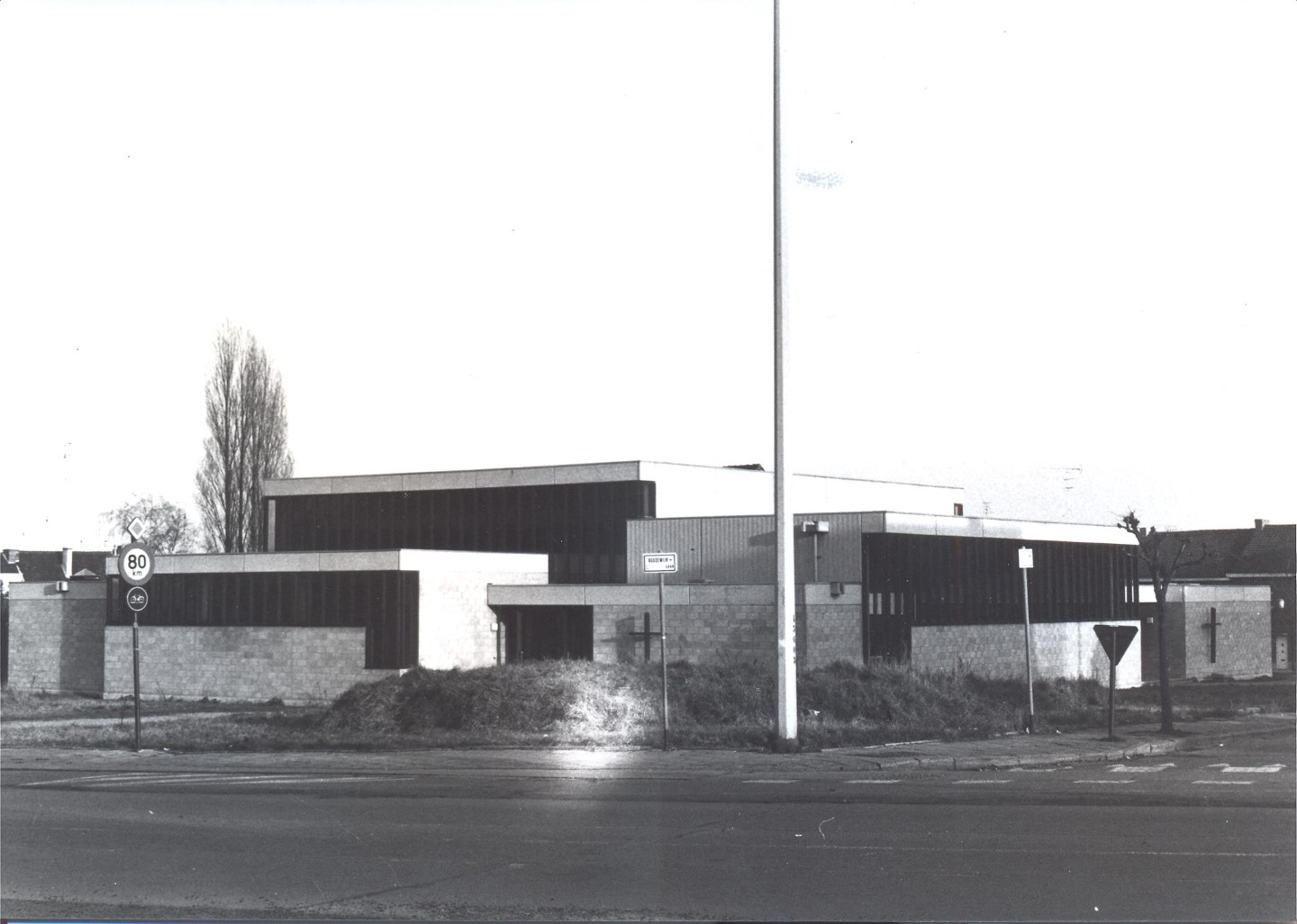
De kerk in 1978.
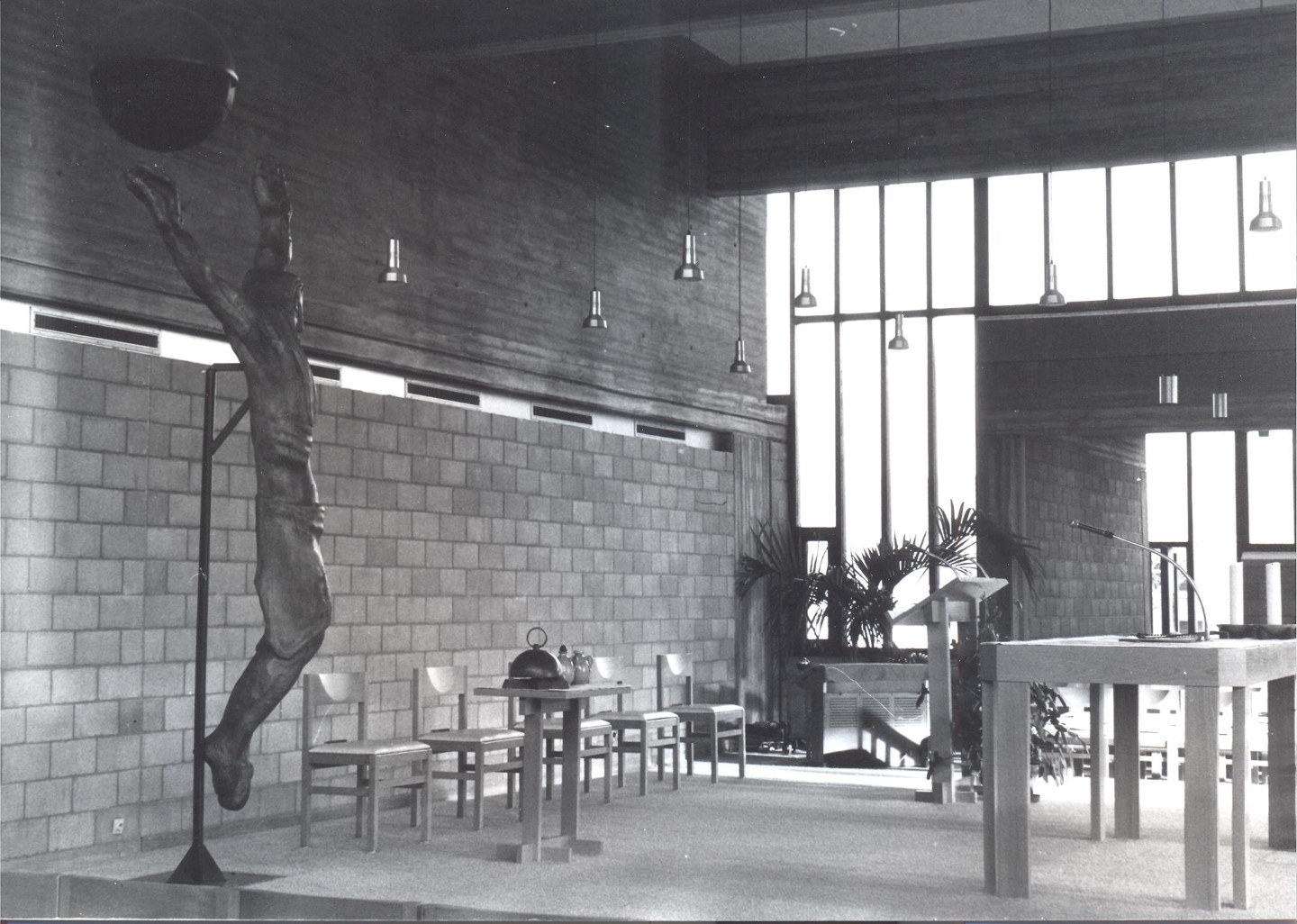
Binnenin de parochiekerk.
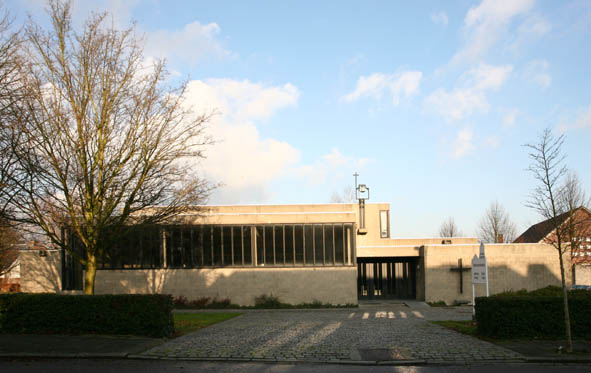
De kerk in 2008
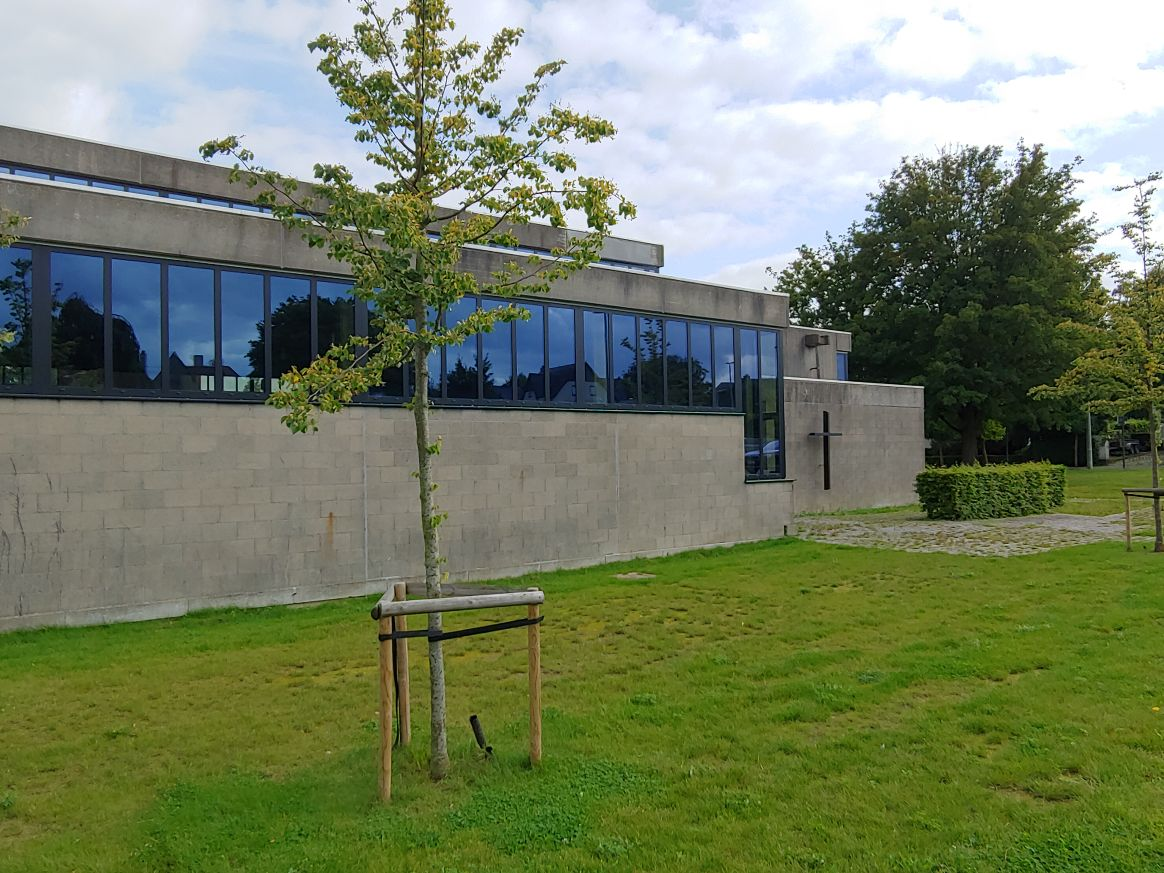
De kerk in 2021
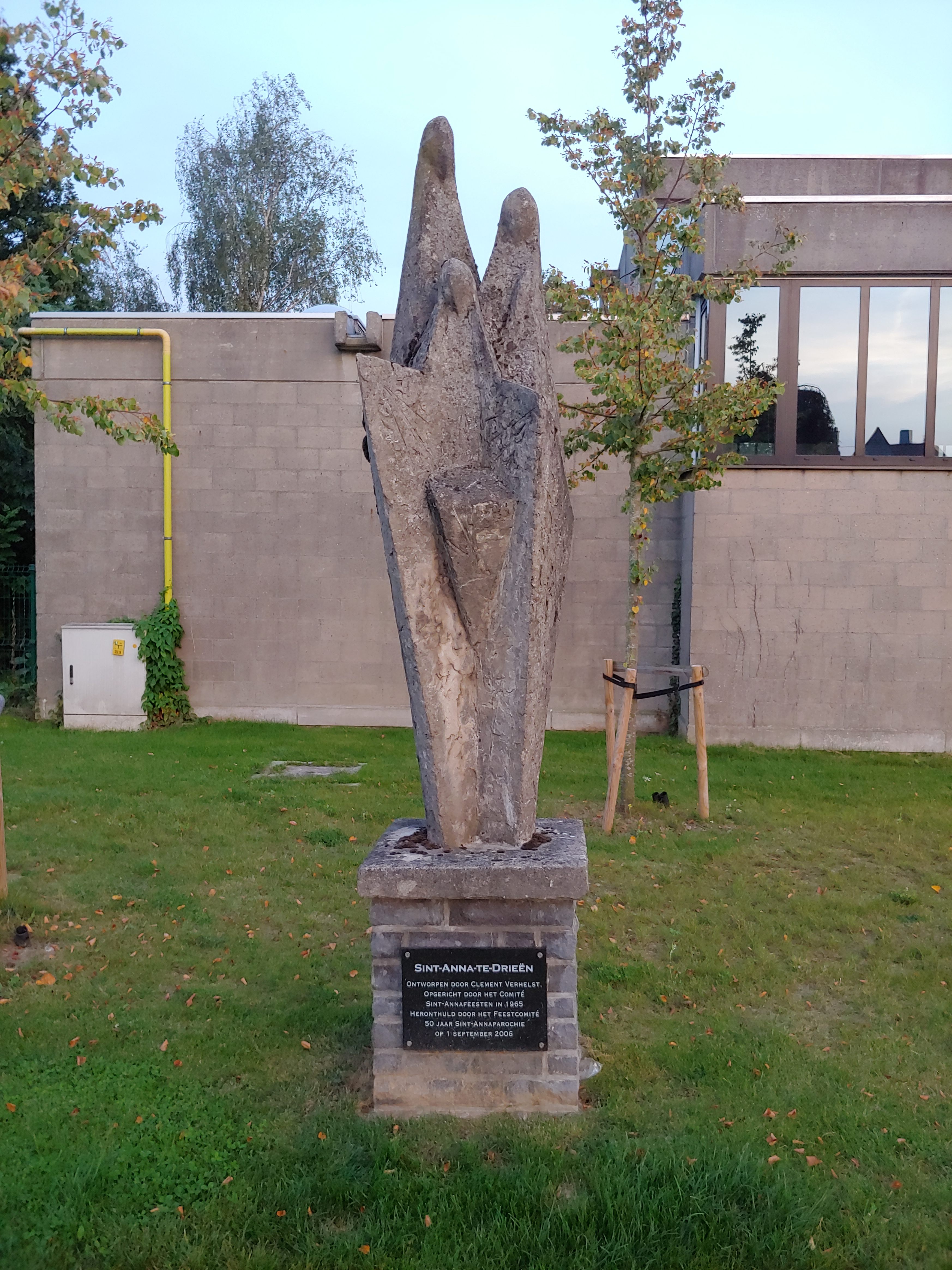
In 2021
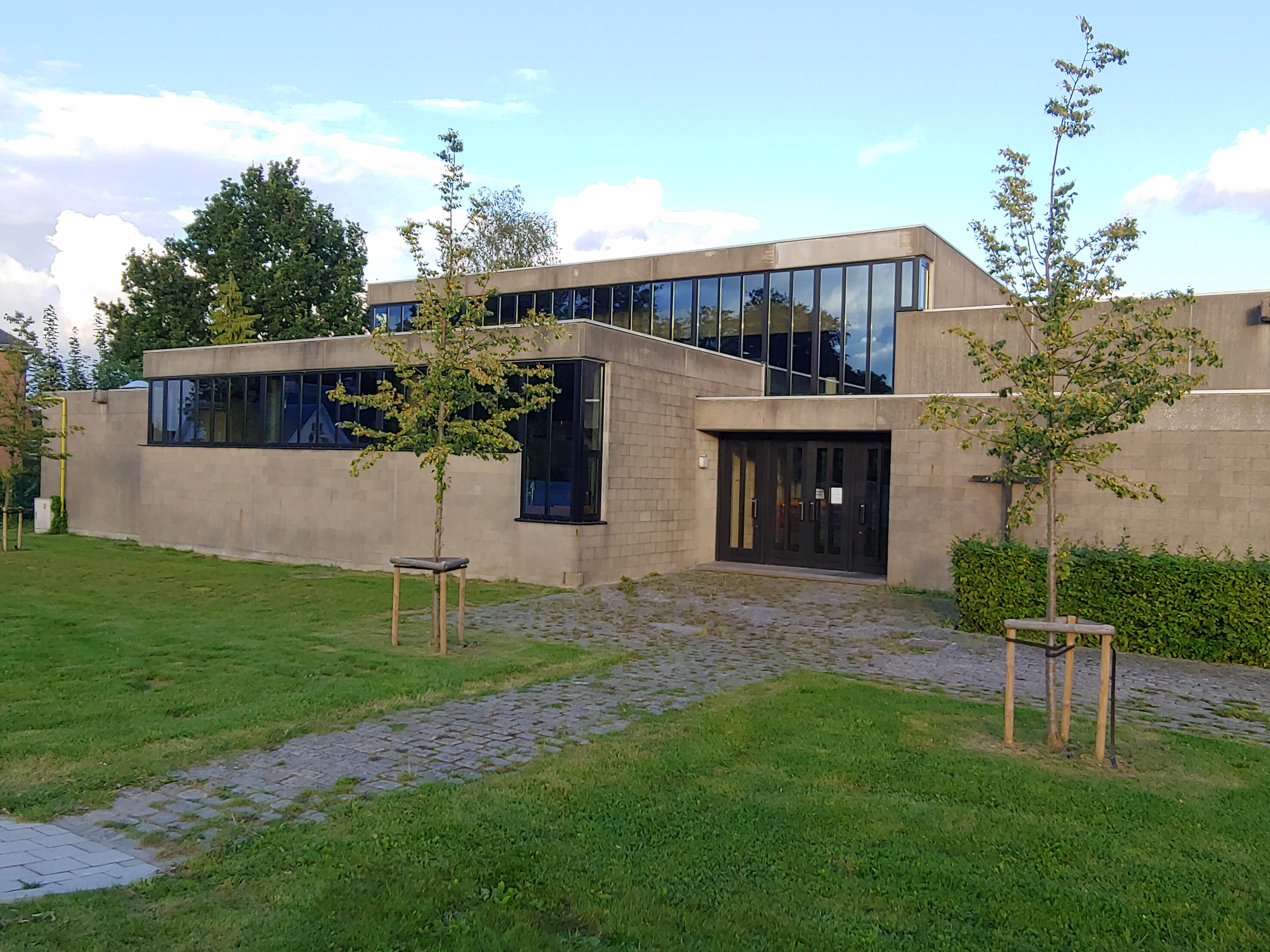
In 2021
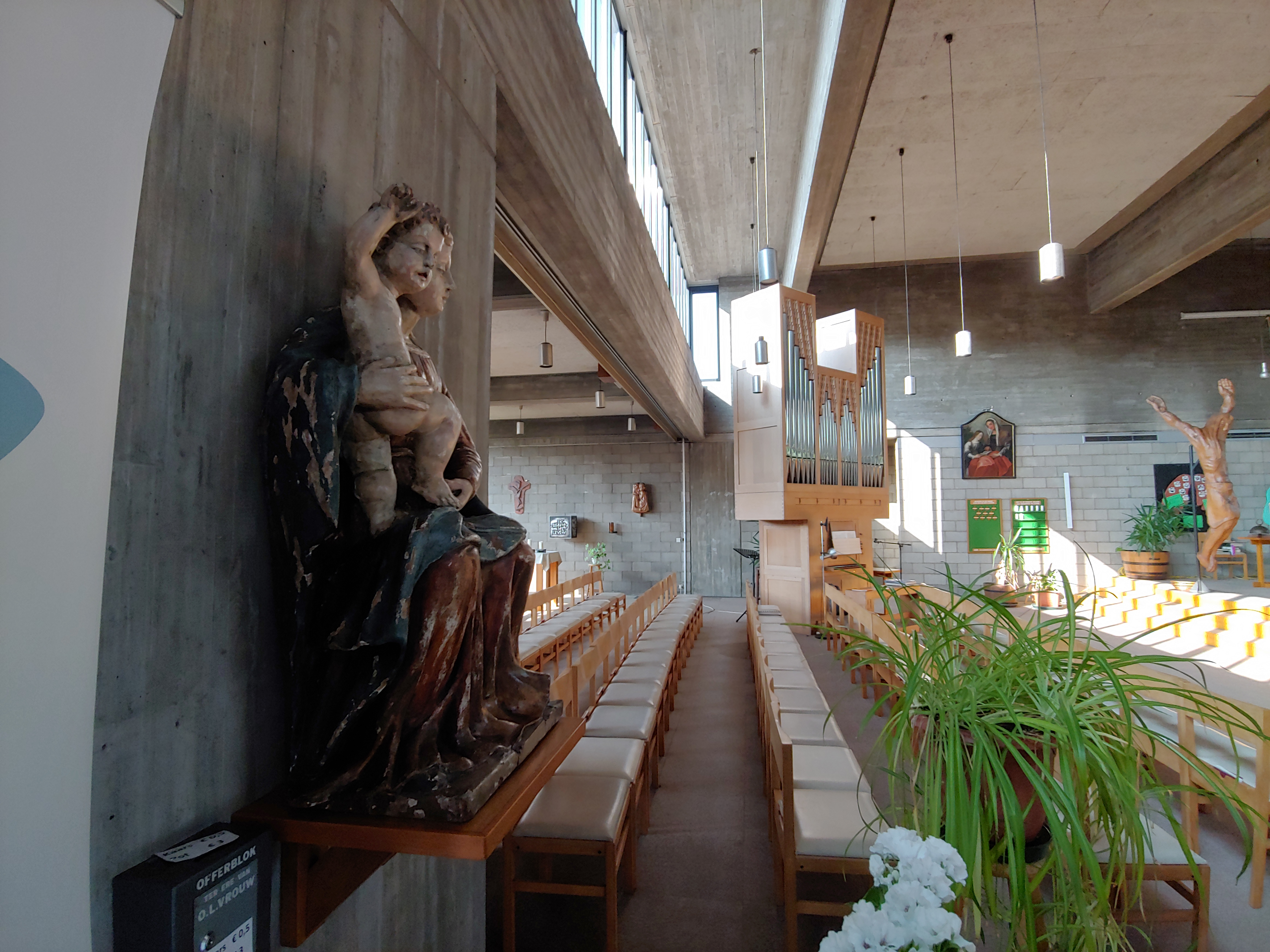
In 2022
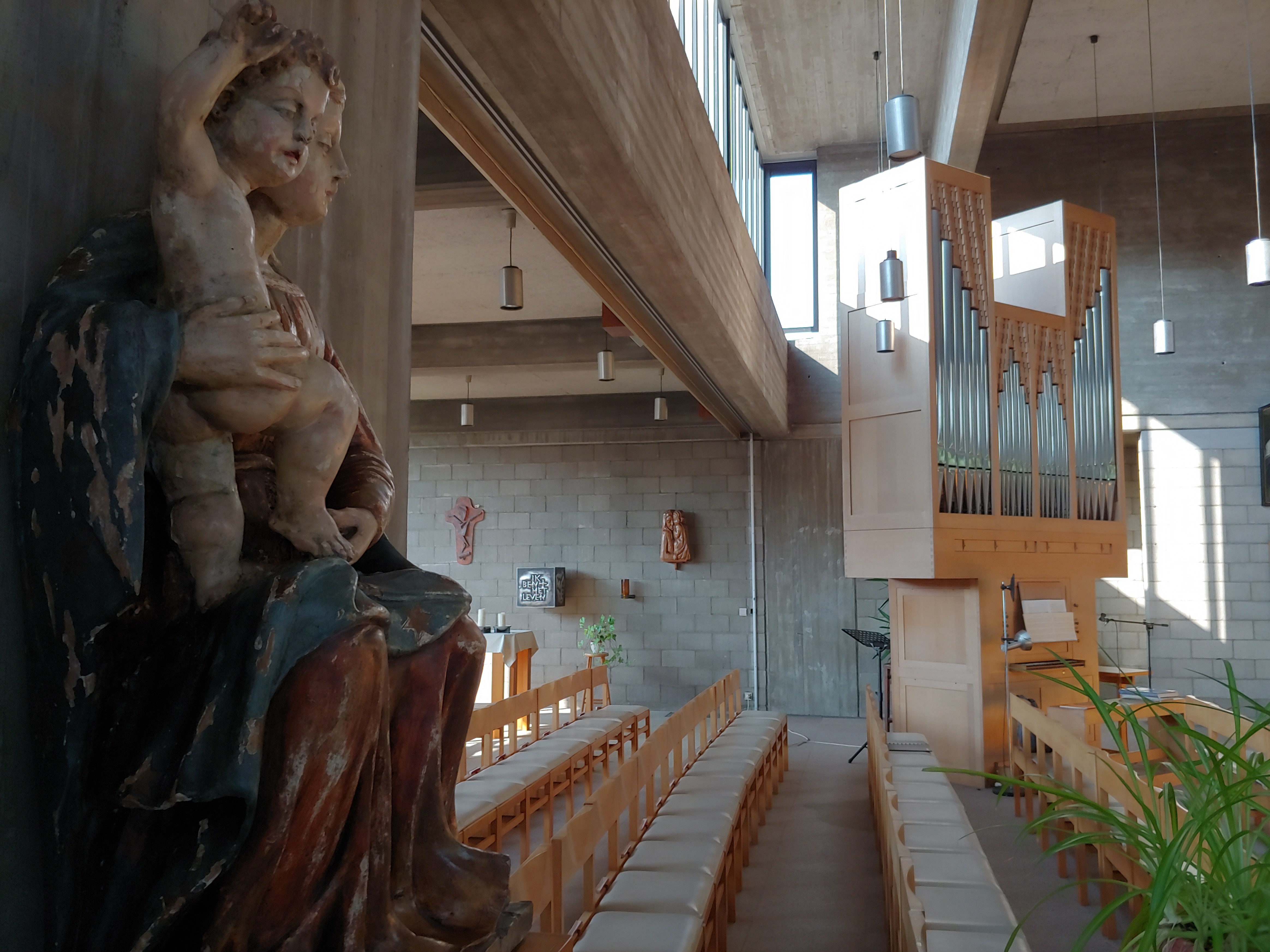
In 2022
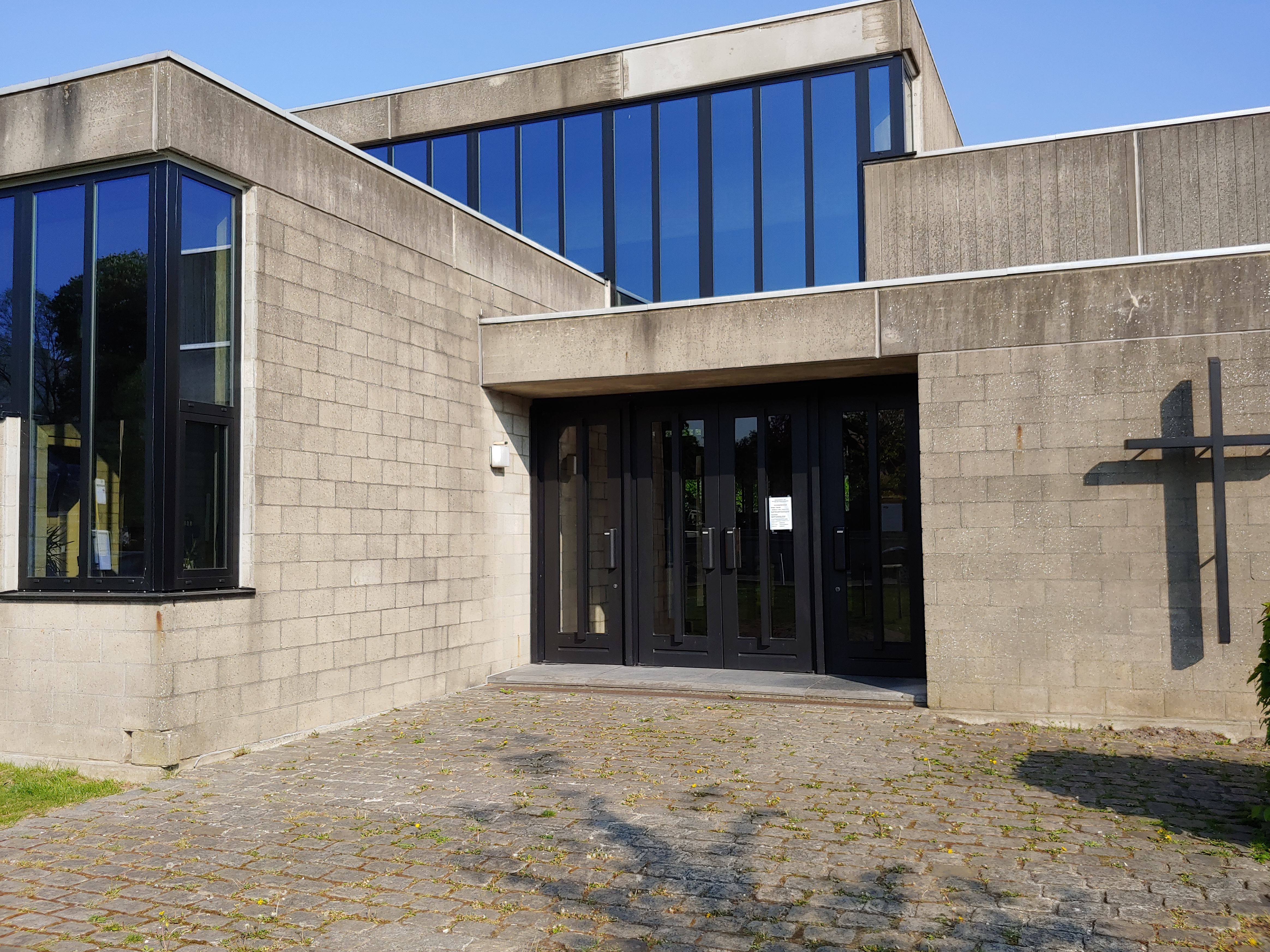
In 2022
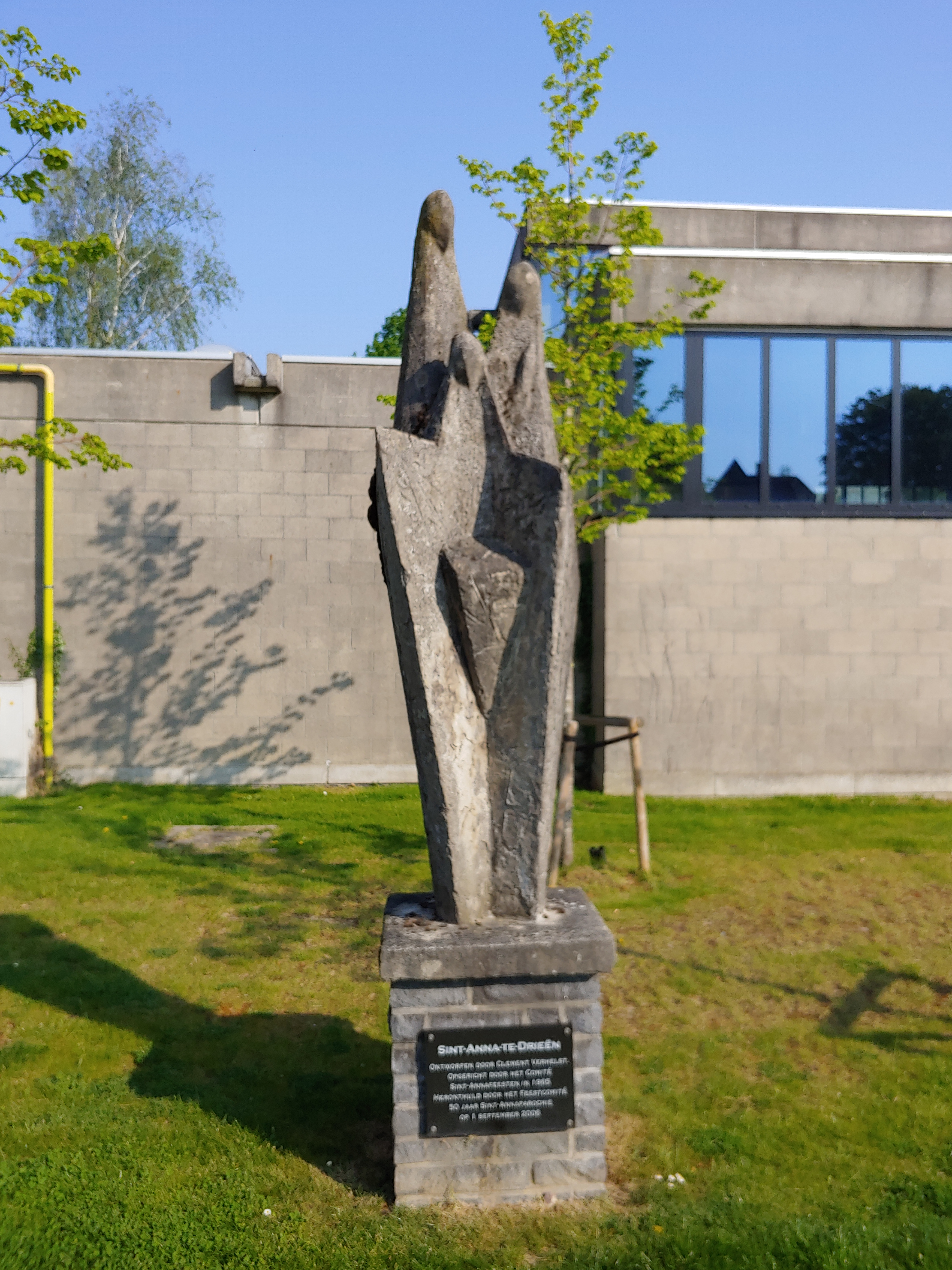
In 2022
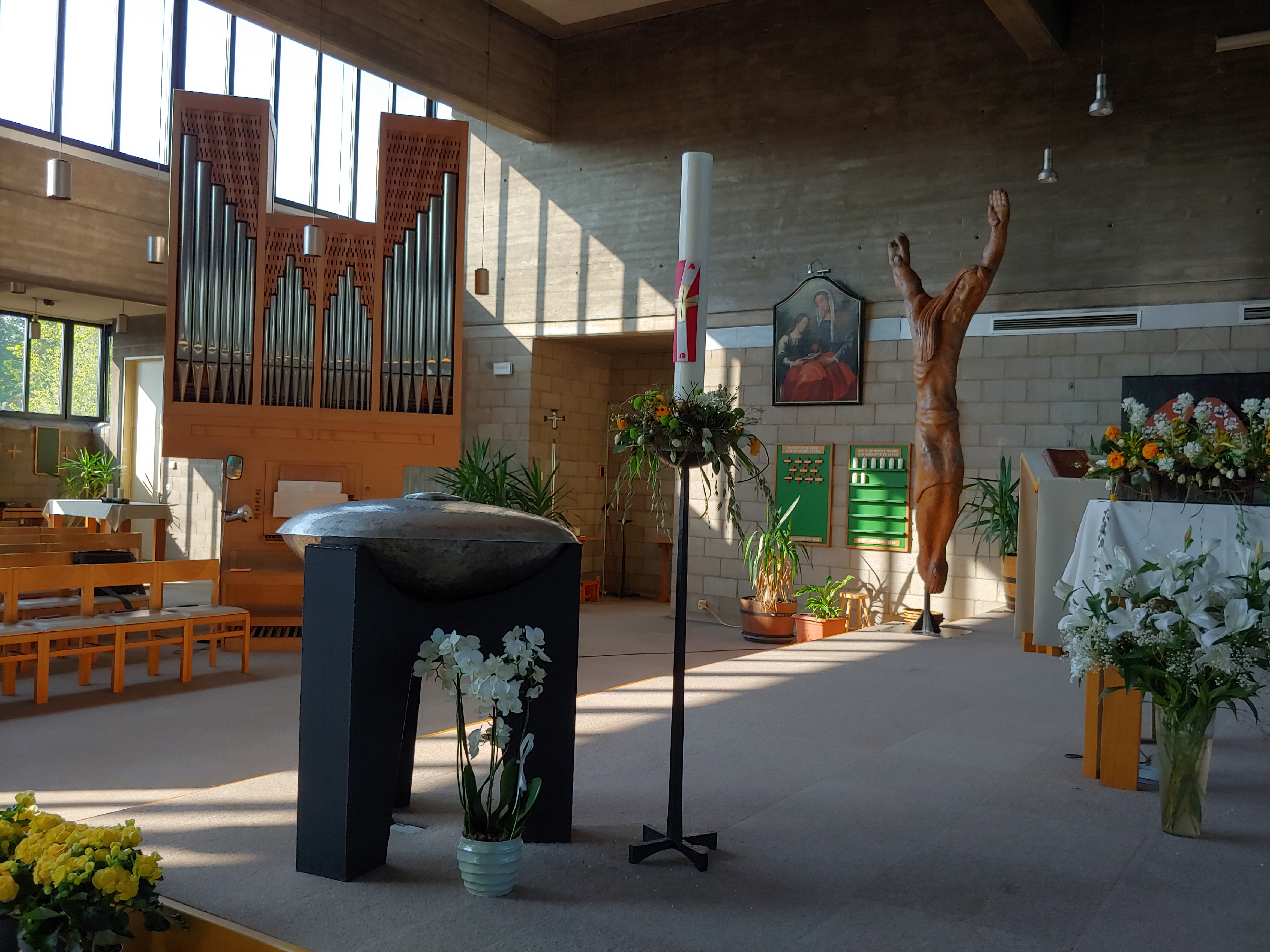
In 2022
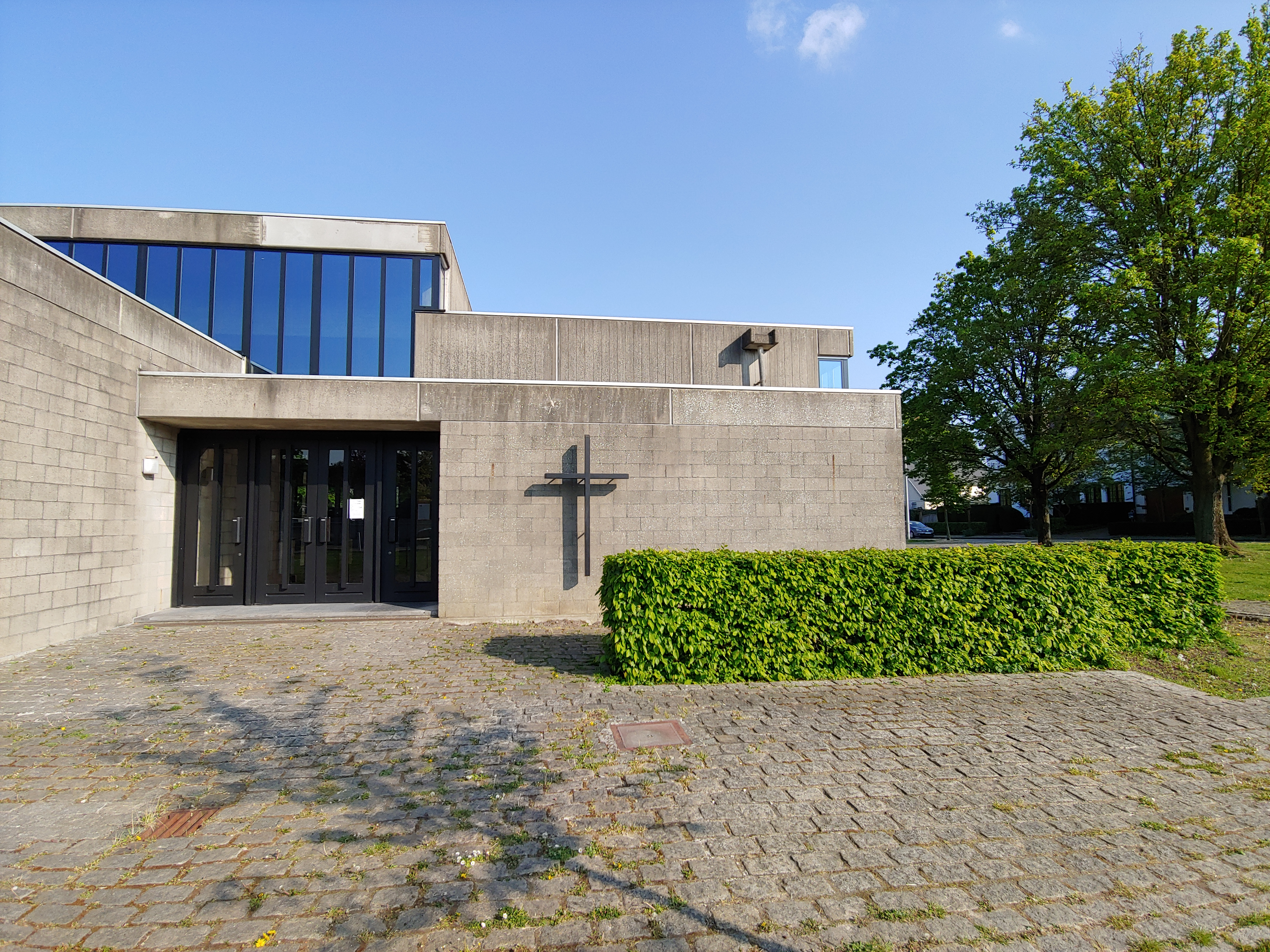
In 2022
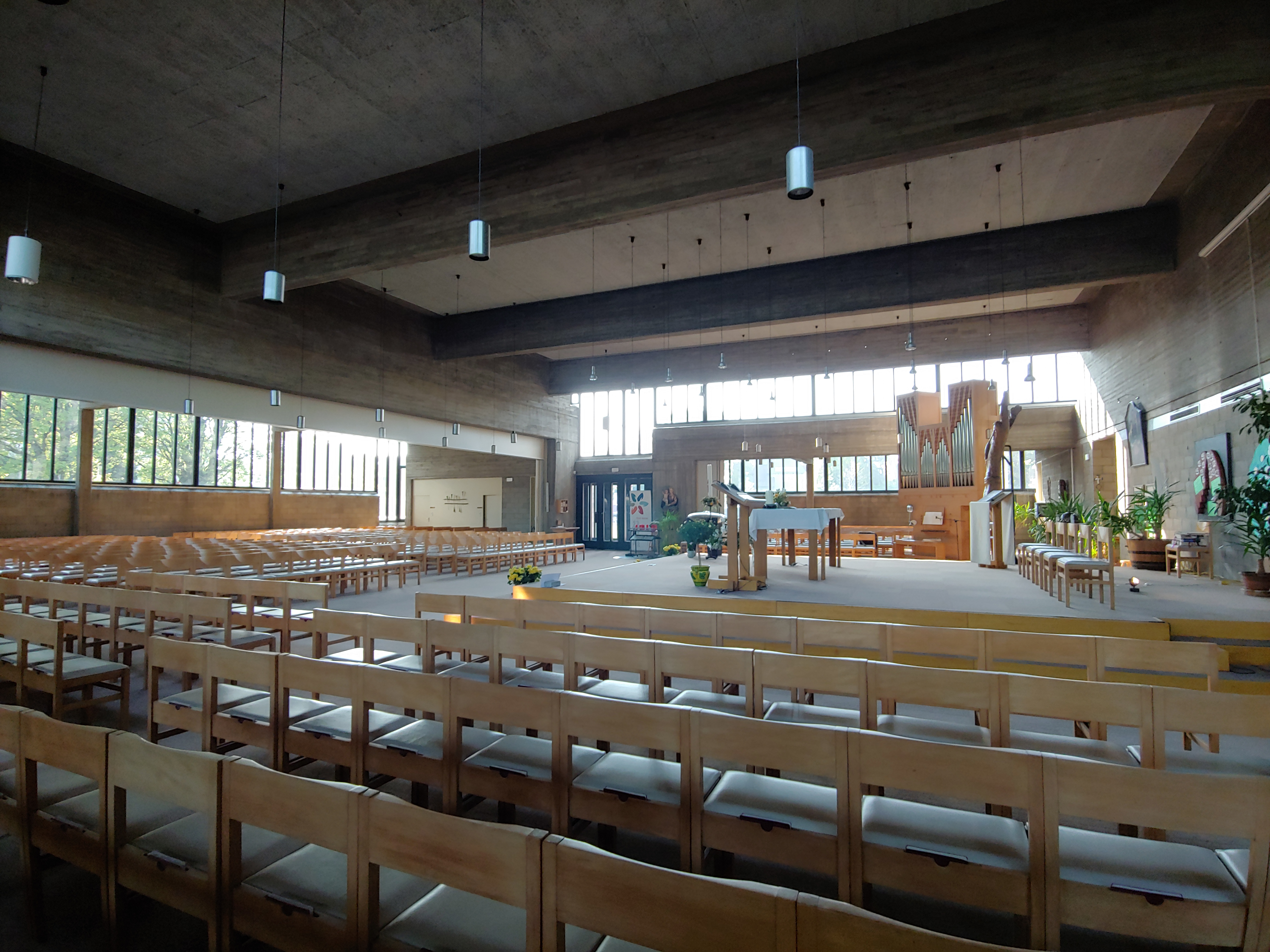
In 2022
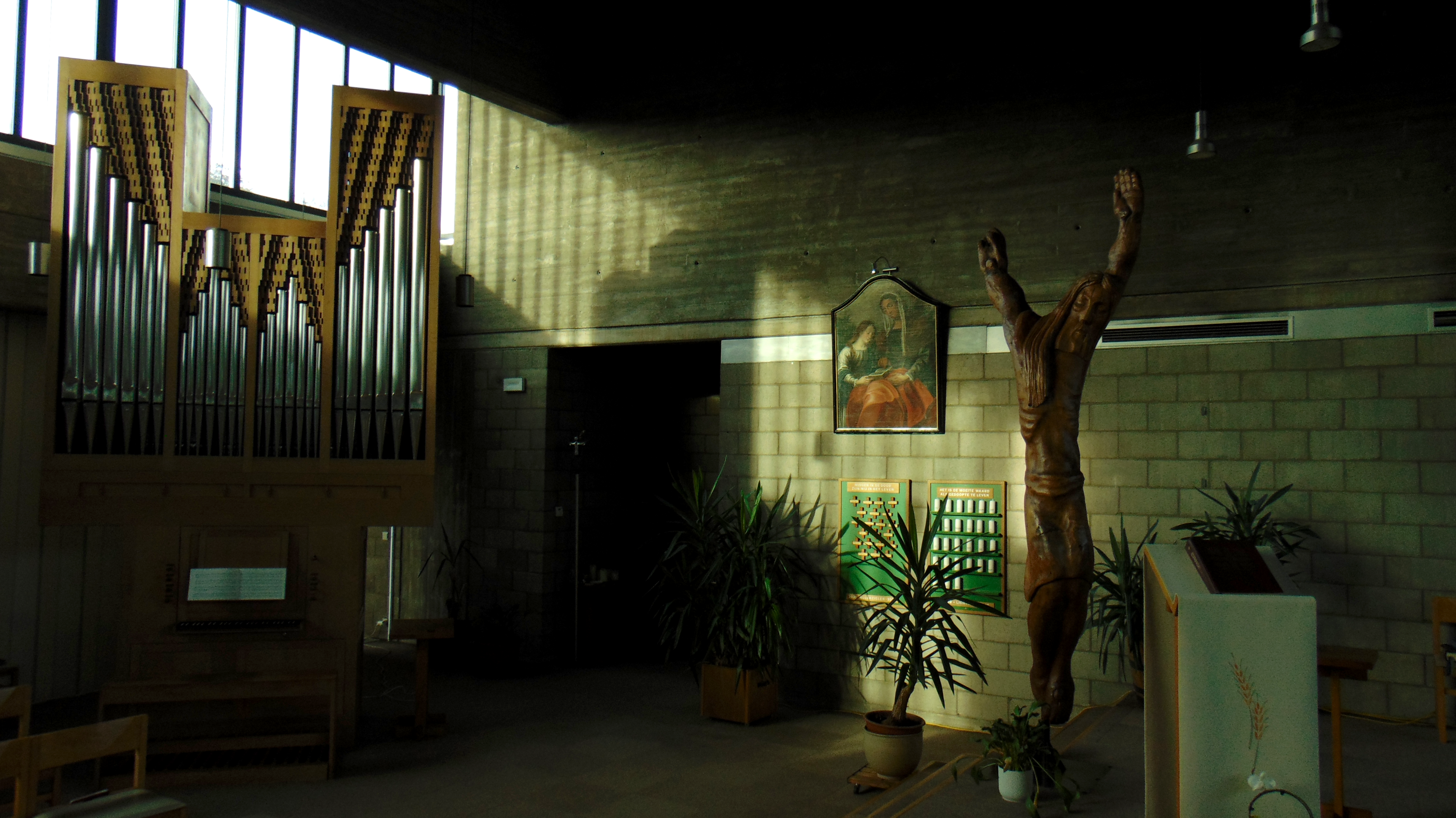
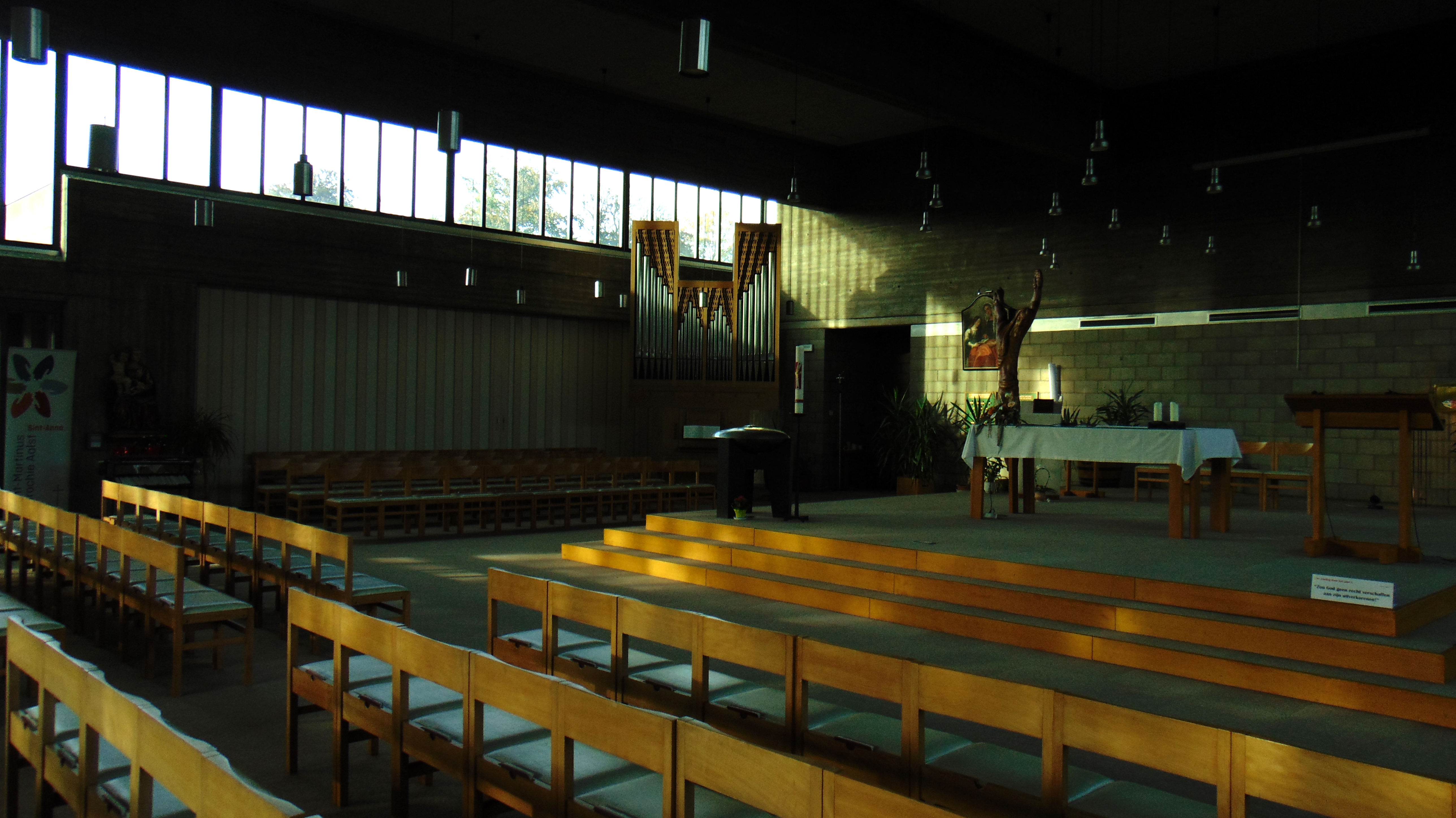
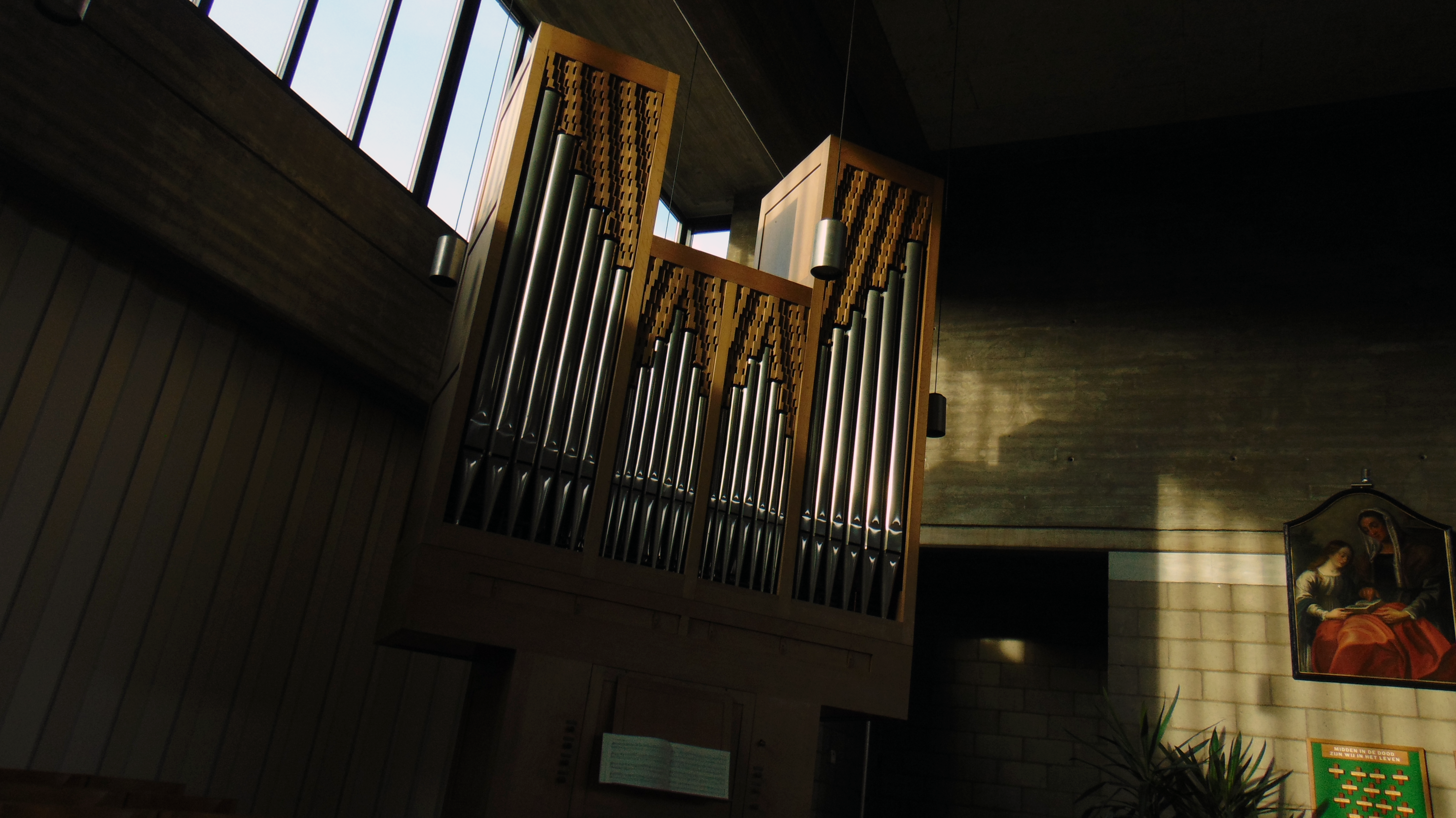
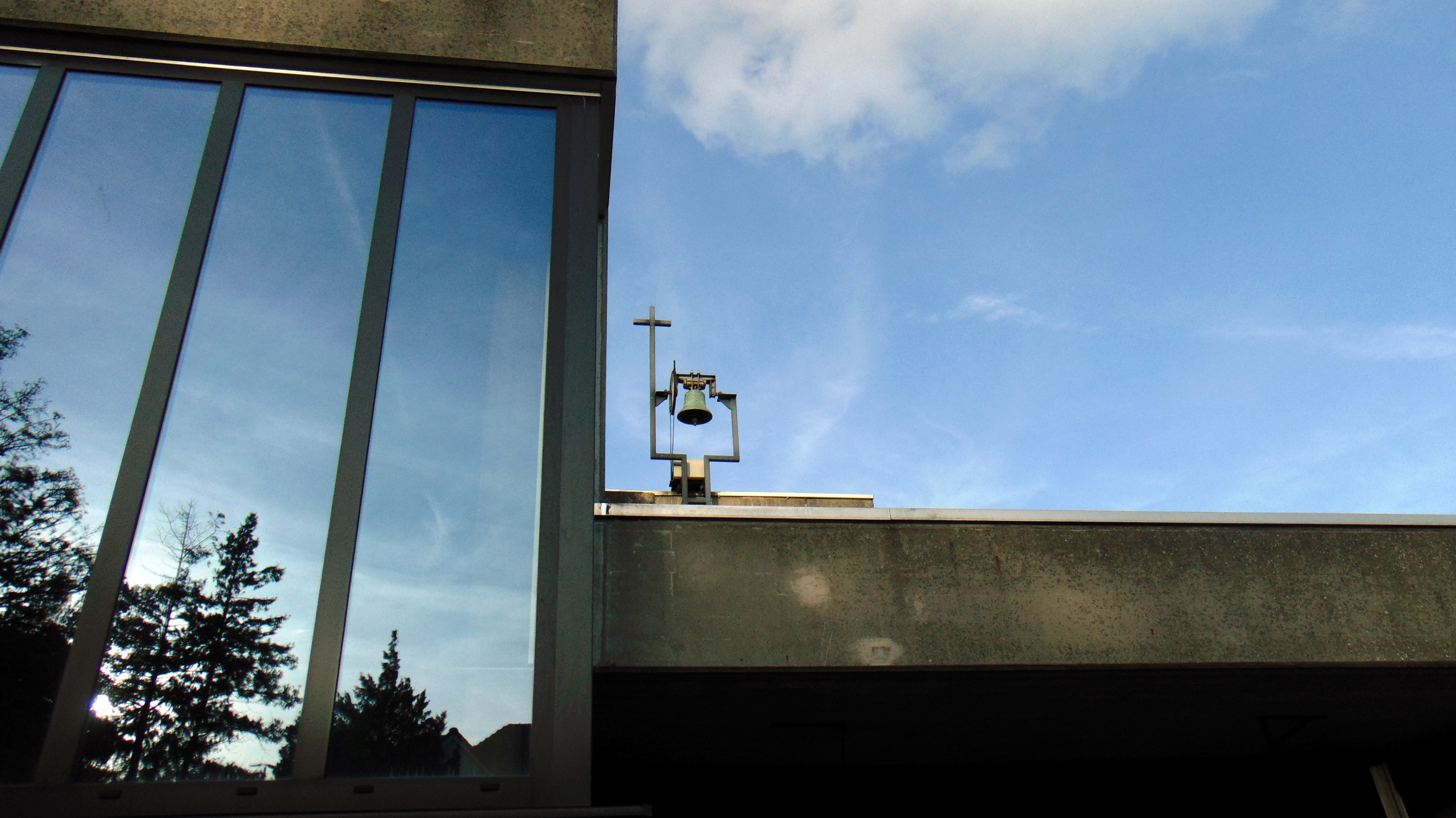
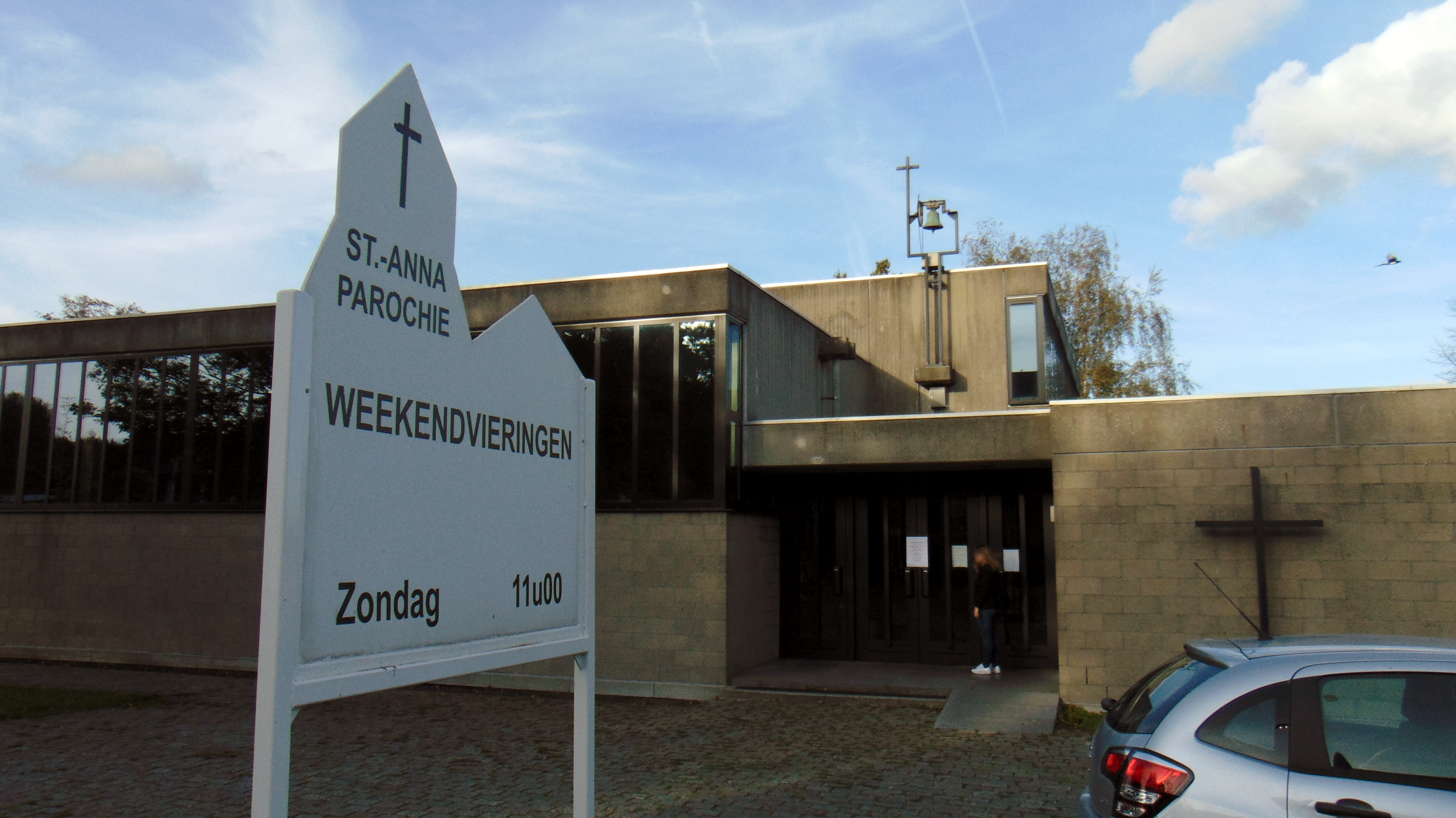